# Nicker
Un Nicker (anche Knicker, Nickfänger, Genickfänger, o in Austria Knicker) è un coltello da caccia di 15–25 cm di lunghezza e stretto, adatto per dare un colpo al collo di animali da selvaggina nelle vertebre cervicali (Atlante) e ucciderle. Le vertebre cervicali superiori sono note anche come Nicken perché permettono di fare il cenno di sì con il capo. Da qui il nome „Nicker“ („Gnicker“) per il coltello e la designazione „Abnicken“ (mai „Abgnicken“) per il colpo.

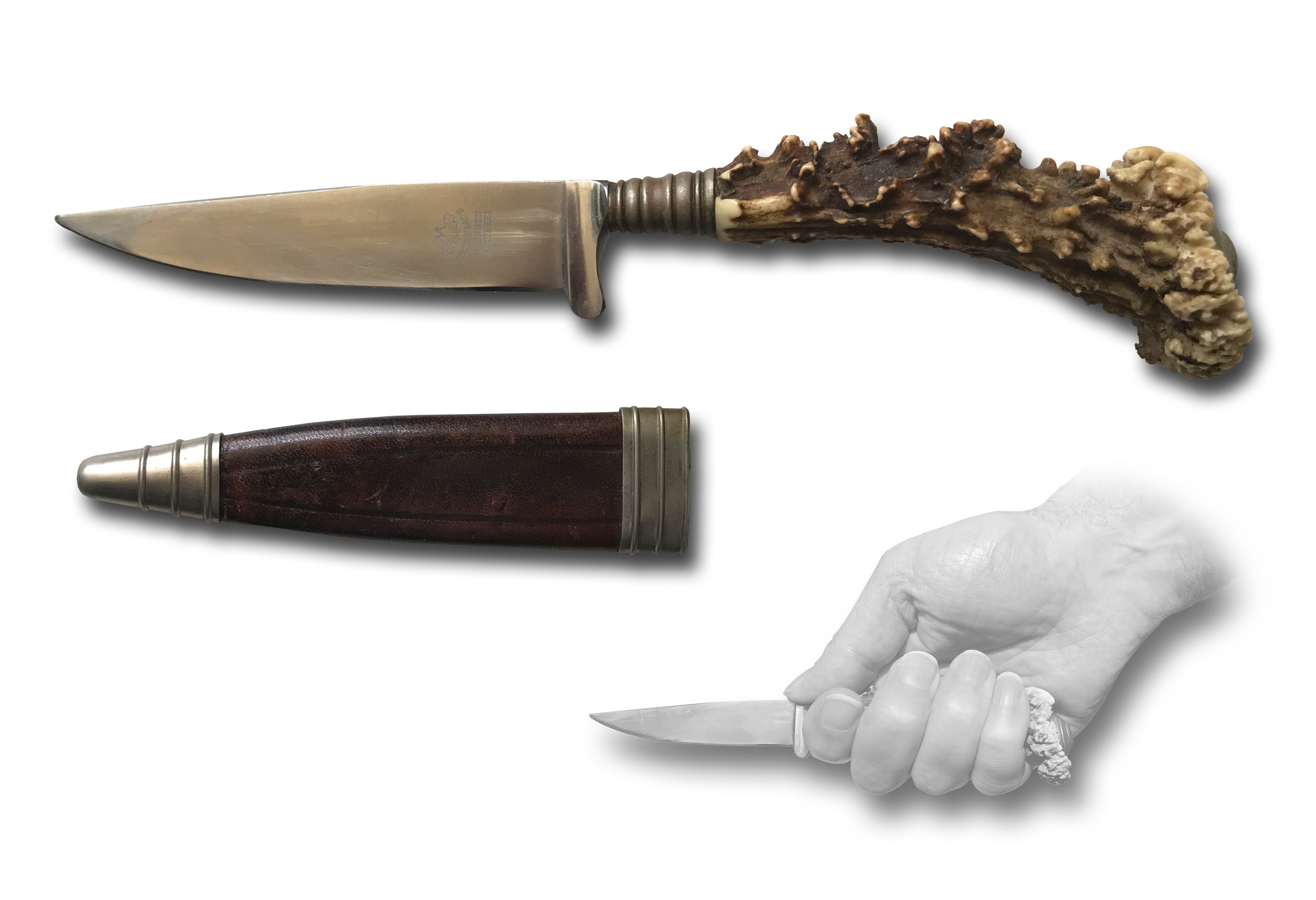
un Nicker bavarese intorno al 1965

## Utilizzo nella caccia
L'importanza del colpo di grazia al collo è dato quando l'animale a terra ferito, ma non morto, deve essere abbattuto senza la possibilità di sparargli.
Il colpo inferto al livello dell'atlante causa la morte immediata e in protezione dell'animale.
L'uccisione mediante tale pratica è al giorno d'oggi molto rara. Per una morte rapida si usa possibilmente un'arma da fuoco.
Se ciò è impossibile perché vicini a una strada o altro allora infligge un colpo al polmone o al cuore con un coltello. L'obiettivo è quello di interrompere il flusso di sangue al cervello e al cuore. Si attuerà questo con una corretta individuazione della camera (il torace) dell'animale, che causa anche un danno al pneumotorace.

## Costume
Il Nicker è presente nelle tradizionali parate con Lederhose, e fodero Außensäckel (anche Nickertasche, tasca per nicker), sul lato destro sotto la tasca (Hosensack) laterale, con fodero in pelle.